# Volvo Construction Equipment
Volvo Construction Equipment - Volvo CE - er en svensk multinational producent af entreprenørmaskiner og et datterselskab til AB Volvo. De har hovedkvarter i Eskilstuna.
Volvo CE's produkter inkluderer læssere, gravkøer, rendegravere, vejtromler, vejbyggemaskiner og meget andet.
I 1950 købte AB Volvo maskinproducenten Bolinder-Munktell (BM). I 1973 skiftede de navn til Volvo BM AB og igen i 1995 til Volvo Construction Equipment. 